# Благовещенское перемирие

Карта русско-литовской войны 1500-1503гг.

Благовещенское перемирие — договор о перемирии сроком на шесть лет, подписанный 25 марта 1503 года и завершивший военные действия русско-литовской войны 1500—1503 годов. Назван в честь праздника Благовещения Пресвятой Богородицы.
Согласно договору, к Русскому государству перешла огромная территория, охватывающая верховья Оки, Днепра и Западной Двины с 19 порубежными городами, в том числе Черниговом, Гомелем, Новгород-Северским и Брянском. Великое княжество Литовское лишилось 70 волостей, 22 городищ и 13 сёл — около трети своей территории. 25 марта 1503 года Иван III подписал в Москве перемирие с Ливонской конфедерацией, по которому Россия обезопасила свои границы вплоть до Ливонской войны.